# Britse koloniale ridderorden
Ten behoeve van het zich zeer snel uitbreidende Britse koloniale rijk werden in de 19e eeuw een aantal Britse Koloniale Ridderorden gesticht. 

De oudste onderscheiding die voor gebruik in een gebied buiten de Britse eilanden bestemd was, was de Orde van Sint Michael en Sint George. Deze Orde kreeg al snel een prominente plaats in het Britse systeem van Ridderorden en werd en wordt vooral gebruikt om koloniale bestuurders en diplomaten te onderscheiden.
- De Orde van Sint-Michaël en Sint-George (Engels:"Most Distinguished Order of Saint Michael en Saint George") werd gesticht voor Malta en de Ionische eilanden in 1818)
- De Indische Orde van Verdienste (Engels:"Indian Order of Merit") gesticht in 1837.
- De Orde van de Ster van India (Engels:"Most Exalted Order of the Star of India" (gesticht in 1861)
- De Orde van het Indische Keizerrijk (Engels:"Most Eminent Order of the Indian Empire" (gesticht in 1877)
- De Keizerlijke Orde van de Kroon van India (Engels:"Imperial Order of the Crown of India")
- De Orde van Birma (Verenigd Koninkrijk)

Daarnaast waren er tientallen medailles en kruisen ingesteld. De Brits-Indische Orden werden na de onafhankelijkheid van India in 1947 niet meer verleend, maar zij zijn ook nooit afgeschaft. In 2006 waren van alle drie de Orden nog leden in leven.